# Binderia spinarmata
Binderia spinarmata is een hooiwagen uit de familie Assamiidae. De wetenschappelijke naam van Binderia spinarmata gaat terug op Roewer.